# Petro Symonenko

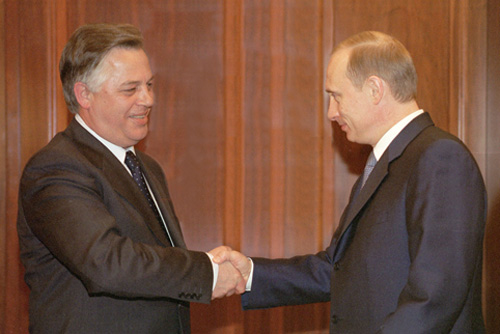
Petro Symonenko wraz z prezydentem Federacji Rosyjskiej Władimirem Putinem w 2002

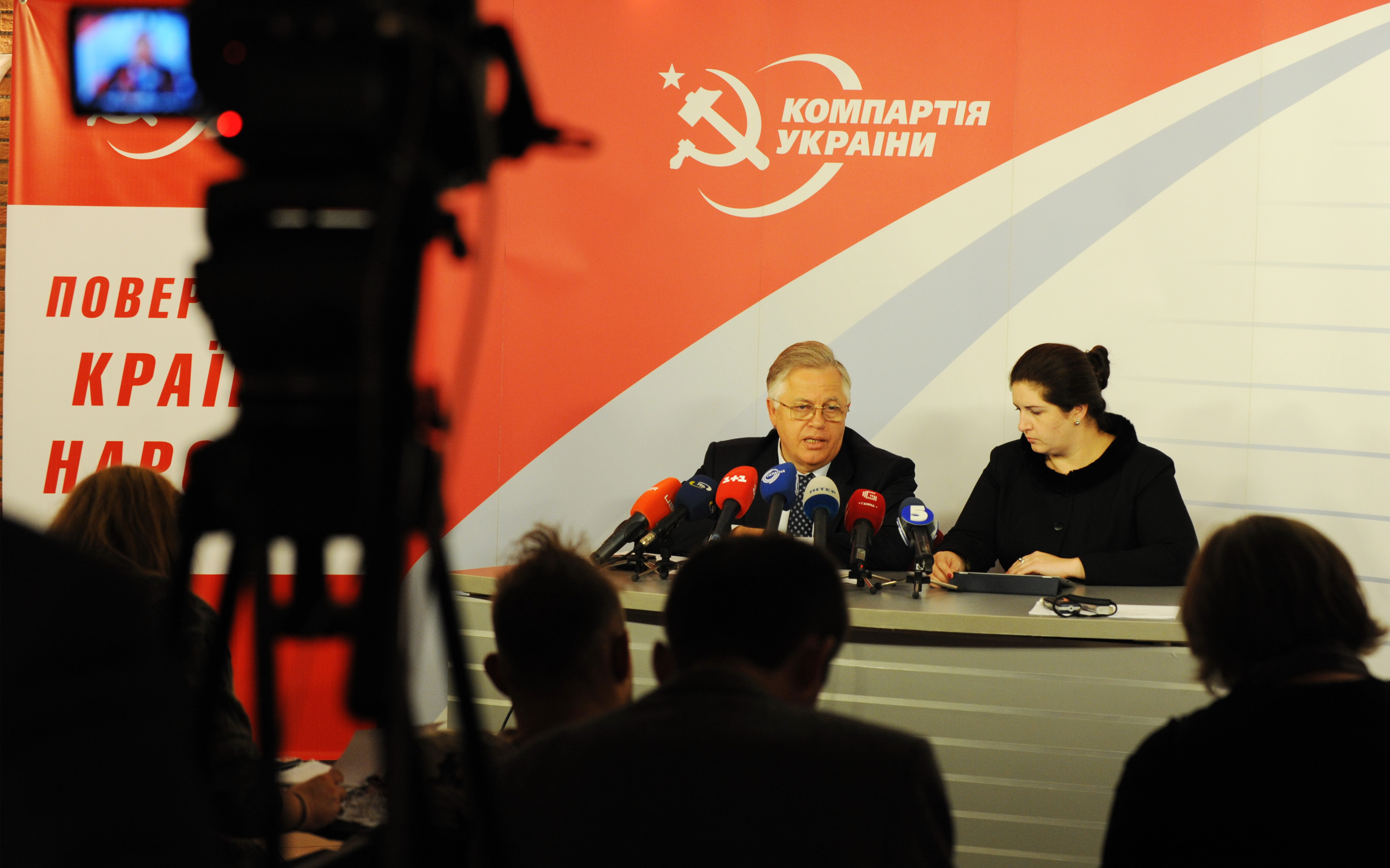
Petro Symonenko podczas konferencji prasowej w 2012

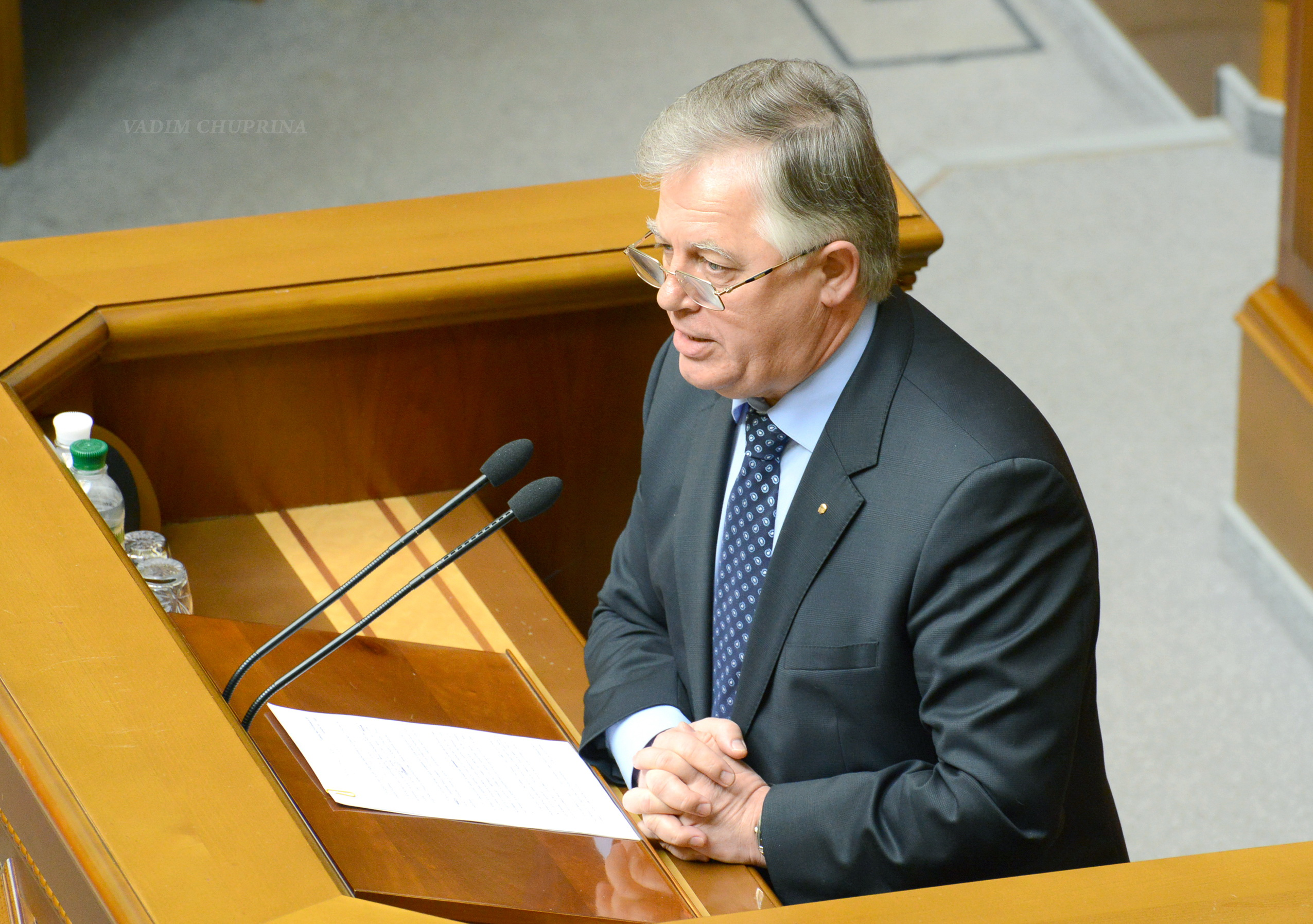
Petro Symonenko przemawiający w Radzie Najwyższej Ukrainy w 2013

Petro Mykołajowycz Symonenko, ukr. Петро Миколайович Симоненко (ur. 1 sierpnia 1952 w Stalinie) – ukraiński polityk i działacz komunistyczny. Od 1993 pierwszy sekretarz komitetu centralnego Komunistycznej Partii Ukrainy. W latach 1994–2014 deputowany do Rady Najwyższej Ukrainy II, III, IV, V, VI i VII kadencji oraz przewodniczący frakcji KPU w parlamencie. Kandydat na urząd prezydenta Ukrainy w wyborach w 1999, 2004, 2010 i 2014.

## Życiorys
Z wykształcenia inżynier elektromechanik, w 1974 ukończył Politechnikę Doniecką. Przez krótki okres pracował z zawodzie. W 1978 został członkiem Komunistycznej Partii Ukrainy, będącej częścią Komunistycznej Partii Związku Radzieckiego. Od lat 70. działał w ukraińskim Komsomole. W latach 1975–1980 pełnił kolejno funkcje instruktora, kierownika działu i drugiego sekretarza donieckiego komitetu miejskiego tej organizacji. W 1980 został sekretarzem donieckiego komitetu regionalnego. W latach 1982–1988 był sekretarzem komitetu centralnego Komsomołu Ukrainy. W 1988 objął funkcję sekretarza miejskiego komitetu KPU w Mariupolu. W 1989 został przeniesiony do donieckiego komitetu regionalnego KPU, gdzie został mianowany sekretarzem ds. pracy ideologicznej. W 1991 ukończył studia z instytucie politologicznym w Kijowie. Od 1991 do 1993 był zastępcą dyrektora generalnego przedsiębiorstwa „Ukrwuhłemasz”.
W czerwcu 1993 na ogólnokrajowej konferencji komunistów w Doniecku został wybrany na funkcję pierwszego sekretarza KC Komunistycznej Partii Ukrainy. W latach 1994–2014 nieprzerwanie sprawował mandat do Rady Najwyższej Ukrainy, był przewodniczącym frakcji komunistycznej w parlamencie. W latach 1994–1996 wchodził w skład komisji konstytucyjnej. Był również delegatem parlamentu Ukrainy do Zgromadzenia Parlamentarnego Rady Europy.
W wyborach prezydenckich w 1999 wystartował jako kandydat z ramienia KPU. W pierwszej turze uzyskał drugie miejsce, zdobywając 5 849 077 głosów (22,24%). Przeszedł następnie do drugiej tury, gdzie przegrał z Łeonidem Kuczmą. Otrzymał 10 665 420 głosów, co przełożyło się na 37,80% poparcia. W wyborach prezydenckich w 2004 ponownie wystartował jako kandydat KPU. W pierwszej turze zajął czwarte miejsce, otrzymując 1 396 135 głosów (4,97%); w drugiej turze nie udzielił poparcia żadnemu z kandydatów. W wyborach prezydenckich w 2010 po raz trzeci wystartował jako kandydat wystawiony przez blok ugrupowań lewicowych i centrolewicowych. Otrzymał również poparcie od Zjednoczonej Socjaldemokratycznej Partii Ukrainy. W pierwszej turze wyborów zajął szóste miejsce, zdobywając 872 908 głosów (3,55%).
W wyborach prezydenckich w 2014 po raz czwarty wystartował jako kandydat komunistów, lecz następnie zadeklarował wycofanie się. Uczynił to jednak zbyt późno, aby komisja wyborcza usunęła jego nazwisko z kart do głosowania. W pierwszej turze uzyskał 272 723 głosy (1,51%).
1 grudnia 2018 został nominowany przez KPU na kandydata tej partii w mających odbyć się w następnym roku wyborach prezydenckich. W styczniu 2019 złożył dokumenty w celu rejestracji swojej kandydatury. Jego kandydatura została jednak odrzucona z uwagi na niezgodność statutu, nazwy i symboliki jego partii z uchwalonymi w 2015 na Ukrainie ustawami dekomunizacyjnymi. Później zamieszkał na Białorusi.

## Poglądy polityczne
Podczas kariery politycznej opowiadał się za pogłębieniem stosunków gospodarczych Ukrainy z Rosją, Białorusią i innymi państwami byłego ZSRR. Popierał przystąpienie do Euroazjatyckiej Unii Celnej, wzywał do zawieszenia procesów tzw. integracji europejskiej oraz ostrzegał przed nadmiernym w jego ocenie uzależnianiem się od Międzynarodowego Funduszu Walutowego. Nie wykluczał jednocześnie możliwej akcesji Ukrainy do NATO w przyszłości.
Opowiadał się z wprowadzeniem kary śmierci za niektóre przestępstwa, takie jak przestępstwa seksualne na tle pedofilskim, handel ludźmi czy zabójstwo na zlecenie.
W 2007 oskarżył prezydenta Wiktora Juszczenkę o polityczne wykorzystywanie tematyki wielkiego głodu na Ukrainie. Podważał również fakt celowego wywołania głodu przez komunistyczne władze ZSRR.
W 2011 poparł publicznie decyzję sądu o odebraniu nadanego pośmiertnie tytułu Bohatera Ukrainy Romanowi Szuchewyczowi.  W 2013 był jednym ze 148 deputowanych Rady Najwyższej Ukrainy, którzy skierowali list otwarty do marszałek Sejmu Ewy Kopacz z prośbą o wsparcie rezolucji Senatu RP, określającej rzeź wołyńską mianem ludobójstwa dokonanego przez nacjonalistów ukraińskich.

## Poparcie w wyborach prezydenckich
| Wybory | Komitet wyborczy             | Organ             | Wynik               |
| ------ | ---------------------------- | ----------------- | ------------------- |
| 1999   | Komunistyczna Partia Ukrainy | Prezydent Ukrainy | 5 849 077 (22,24%)  |
| 1999   | Komunistyczna Partia Ukrainy | Prezydent Ukrainy | 10 665 420 (37,80%) |
| 2004   | Komunistyczna Partia Ukrainy | Prezydent Ukrainy | 1 396 135 (4,97%)   |
| 2010   | Komunistyczna Partia Ukrainy | Prezydent Ukrainy | 872 908 (3,55%)     |
| 2014   | Komunistyczna Partia Ukrainy | Prezydent Ukrainy | 272 723 (1,51%)     |

## Odznaczenia
- Order Przyjaźni (Rosja, 2012)[25]
- Order Wspólnoty (Wspólnota Niepodległych Państw, 2007)